# Andreas Schmidt-Schaller

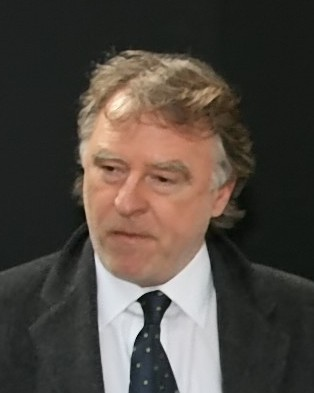
Andreas Schmidt-Schaller (2008)

Andreas Schmidt-Schaller (* 30. Oktober 1945 in Arnstadt) ist ein deutscher Schauspieler. Er begann seine Karriere am Theater und erlangte in den 1980er-Jahren Bekanntheit als unkonventioneller Ermittler Thomas Grawe in der Krimireihe Polizeiruf 110 des DDR-Fernsehens. Nach zahlreichen weiteren Fernsehrollen war er von 2001 bis 2017 als Chefermittler Hauptkommissar Hajo Trautzschke in der ZDF-Krimiserie SOKO Leipzig zu sehen.

## Biografie

### Ausbildung und Theaterjahre
Schmidt-Schaller wuchs in Weimar und anschließend in Gera auf, wo er 1964 sein Abitur an der Goethe-Oberschule machte. Einer seiner Onkel war der Maler und Grafiker Harry Schmidt-Schaller. Über ein Schulprojekt für den FDJ-Kulturwettstreit und eine Tätigkeit als Bühnenarbeiter am Theater Gera kam er zur Schauspielerei. Nach dem Schauspielstudium von 1965 bis 1969 an der Theaterhochschule Leipzig war er zunächst am Städtischen Theater Karl-Marx-Stadt engagiert.
Während seiner Schauspielausbildung wurde Schmidt-Schaller 1967 vom Ministerium für Staatssicherheit angeworben, dem er als IM „Jochen“ (Registriernummer XIII 318/67) Informationen über die Leipziger Theaterhochschule und das Theater Karl-Marx-Stadt zutrug. 1971 beendete er die Zusammenarbeit, als von ihm verlangt wurde, persönliche Dinge über seine Schauspielkollegen zu berichten.
In Karl-Marx-Stadt gehörte Peter Sodann zu seinen Regisseuren. Diesem folgte Schmidt-Schaller 1975 nach Magdeburg, wo Sodann den Posten des Schauspieldirektors an den Städtischen Bühnen erhielt. Als Sodann 1980 das Magdeburger Theater verließ, ging Schmidt-Schaller als freier Schauspieler nach Berlin.
Von 1980 bis 1983 inszenierte Schmidt-Schaller auch selbst Theaterstücke, u. a. Der Schuster und der Hahn am Theater Neustrelitz und Jutta oder Die Kinder von Damutz am Theater Gera.

### Polizeiruf 110
Bereits 1973 war Schmidt-Schaller erstmals in einem für die Fernsehreihe Polizeiruf 110 produzierten Film zu sehen: In Alarm am See spielte er einen Tatverdächtigen. Nach einigen weiteren Episodenrollen in den 1980er-Jahren übernahm er in der bedeutendsten Krimireihe des DDR-Fernsehens mit dem 1986 gesendeten Fall Ein großes Talent die wiederkehrende Rolle des Leutnants Thomas Grawe. Als junger Mann neben den gestandenen Polizeiruf-Ermittlern Hauptmann Fuchs (Peter Borgelt) und Oberleutnant Hübner (Jürgen Frohriep) konnte sich Grawe als junger, sympathischer Leutnant profilieren und wurde schnell zum Publikumsliebling. Im Gegensatz zu seinen Vorgesetzten wurde Grawe auch ein Privatleben zugestanden. In der Folge Der Kreuzworträtselfall (1988) wurde Grawe zum Oberleutnant befördert, nach der Wende trug er im September 1990 in Ball der einsamen Herzen den neuen Dienstgrad Polizeioberkommissar.
Als ostdeutschem Pendant zum unkonventionellen Tatort-Kommissar Schimanski wurde Schmidt-Schaller der Beiname Schimanski des Ostens angeheftet. Im Film Unter Brüdern, der 1990 anlässlich der deutschen Wiedervereinigung produzierten gemeinsamen Folge des Polizeiruf 110 mit dem westdeutschen Tatort, ermittelten Schmidt-Schallers Grawe und Götz Georges Schimanski zusammen.
Nach dem Ende des Fernsehens der DDR und dessen Nachfolgeeinrichtung Deutscher Fernsehfunk endete 1991 vorerst auch die Reihe Polizeiruf 110. Als die ARD die Reihe fortsetzte, kehrte Schmidt-Schaller 1994 für zwei Folgen als Hauptermittler auf den Bildschirm zurück. Mit Grawes letzter Fall verließ er 1995 die Reihe und hatte später noch drei Gastauftritte. So gehörte er 2001 zu den Darstellern in der Jubiläumsfolge Kurschatten und ließ im Jahr 2004 in der Folge Ein Bild von einem Mörder die Figur Thomas Grawe als Privatdetektiv aufleben. In der Jubiläumsfolge An der Saale hellem Strande trat Schmidt-Schaller 2021 noch einmal als Thomas Grawe auf, der hier der Schwiegervater des von Peter Schneider verkörperten Hallenser Kommissars Michael Lehmann ist.
In der Sendefassung der 1974 nicht fertiggestellten, 2009 ohne Tonspur aufgefundenen und 2011 ausgestrahlten Polizeiruf-Folge Im Alter von … sprach Schmidt-Schaller für den inzwischen verstorbenen Jürgen Frohriep die Rolle des Oberleutnants Hübner.

### Nachwendezeit
Schmidt-Schaller wirkte vor und nach der Wende bei zahlreichen weiteren Fernsehproduktionen mit. Noch für den Deutschen Fernsehfunk spielte er 1990 die Hauptrolle des Flussmeisters Hans Lutki in der siebenteiligen Familienserie Spreewaldfamilie. In der ARD-Serie Oppen und Ehrlich verkörperte er 1992 in 16 Folgen den Industriellen Ottwin Ehrlich, der mit seinem Adoptivbruder, dem Bürgermeister Hinrich Oppen (Uwe Friedrichsen), im Dauerstreit lag. Neben der Fernseharbeit war Schmidt-Schaller auch weiterhin für das Theater tätig. Von 1993 bis 1995 leitete er das Kleine Theater in Gera, ein Puppentheater.
In der 1997 gesendeten dreizehnteiligen MDR-Serie Leinen los für MS Königstein spielte Schmidt-Schaller den Sohn eines von Dietmar Schönherr dargestellten Elbschiffers in der Sächsischen Schweiz. Der ZDF-Spielfilm Ein Mann stürzt ab zeigte ihn 1998 an der Seite von Katrin Sass in der Hauptrolle eines angesehenen Schiffbaumeisters, der durch Arbeitslosigkeit in die Abwärtsspirale gerät. In der RTL-Actionserie Der Clown, zu der 2005 auch ein Kinofilm erschien, trat er von 1998 bis 2001 als BKA-Beamter Führmann auf.
Ab 2001 war Schmidt-Schaller wieder regelmäßig als Ermittler fürs öffentlich-rechtliche Fernsehen im Einsatz: Als Kriminalhauptkommissar Hajo Trautzschke, Chef der SOKO Leipzig, spielte er bis 2017 eine der Hauptrollen in der gleichnamigen ZDF-Reihe. Seitdem hat er weiterhin Gastauftritte in der Serie und war bislang in über 330 Folgen zu sehen.

### Privates
Schmidt-Schaller war zweimal mit der Schauspielerin Christine Krüger verheiratet, mit der er gemeinsam studierte, am Theater arbeitete und zwei Kinder hat. Mit 22 Jahren wurde Schmidt-Schaller erstmals Vater: 1967 kam Sohn Thomas Schmidt-Schaller zur Welt. Seine Tochter Petra Schmidt-Schaller (* 1980) ist ebenfalls Schauspielerin. Mit ihr trat er gemeinsam im Kinofilm Balkan Traffic – Übermorgen Nirgendwo und in den SOKO-Leipzig-Folgen Tödliche Falle (2003) und Bernie (2008) auf – beide Folgen sendete das ZDF jeweils am Tag nach seinem Geburtstag. 1982 folgte die Geburt des zweiten Sohns, des Schauspielers Tom Radisch, dessen Mutter Tänzerin ist. Aus der Beziehung zur Regisseurin Swentja Krumscheidt stammt sein jüngster Sohn Matti Schmidt-Schaller (* 1996), der ebenfalls als Schauspieler tätig ist.
In dem 2006 in Buchform erschienenen Interview Über Gott und die Welt – Andreas Schmidt-Schaller im Gespräch mit Horst Wörner erzählt er erstmals aus seinem beruflichen und privaten Leben, insbesondere auch über seine Erfahrungen zu Zeiten der DDR. Zu seiner Tätigkeit als IM der Stasi in den 1960er-Jahren bekannte er sich im Februar 2013, als er von der Presse mit Aktenfunden in der Stasiunterlagen-Behörde konfrontiert wurde. Die Redaktion der Serie SOKO Leipzig verarbeitete dies und schrieb 2015 ab der Folge Erlösung dem von Schmidt-Schaller gespielten Kriminalhauptkommissar Trautzschke eine Geschichte um eine Stasi-Vergangenheit des Ermittlers. Die Kollegen im Team hatten plötzlich damit umzugehen, dass ihr Leiter ein IM war. 2015 erschien Schmidt-Schallers Autobiographie Klare Ansage. Bekundungen und Bekenntnisse.
Schmidt-Schaller ist Mitglied der Deutschen Filmakademie sowie im Bundesverband Schauspiel (BFFS) und engagiert sich als ehrenamtlicher Botschafter der Stiftung Kinderhospiz Mitteldeutschland Nordhausen in Tambach-Dietharz.
Schmidt-Schaller lebte bis 2021 in Berlin-Pankow und Koserow. Von September 2021 bis 2024 wohnte er im Seebach-Stift, einem Seniorenheim für Schauspieler in Weimar. Aktuell lebt Schmidt-Schaller in einem Pflegeheim südöstlich von Berlin.

## Filmografie (Auswahl)
- 1969/1977: Die seltsame Reise des Alois Fingerlein (Theateraufzeichnung)
- 1969: Hauptmann Florian von der Mühle
- 1972: Täter unbekannt – Schnelle Hirsche
- 1973: Polizeiruf 110: Alarm am See
- 1983: Der Fall Marion Neuhaus
- 1983: Martin Luther
- 1984: Polizeiruf 110: Draußen am See
- 1984: Der Staatsanwalt hat das Wort: Ein Kartenhaus (Fernsehreihe)
- 1984: Polizeiruf 110: Freunde
- 1984: Mit 40 hat man noch Träume
- 1985: Polizeiruf 110: Verlockung
- 1986: Offiziere
- 1986: Der Junge mit dem großen schwarzen Hund
- 1986–1991, 1994–1995: Polizeiruf 110 (Fernsehreihe, 32 Folgen)
- 1987: Der Staatsanwalt hat das Wort: Himmelblau oder Hans im Glück
- 1988: Präriejäger in Mexiko
- 1989: Endlich allein
- 1990: Flugstaffel Meinecke (Fernsehserie)
- 1990–1991: Spreewaldfamilie (Fernsehserie)
- 1992: Oppen und Ehrlich
- 1992: Dornberger
- 1993: Der Landarzt (Fernsehserie, 1 Folge)
- 1994: Adelheid und ihre Mörder – Kleine Fische
- 1996: Alarmcode 112 (13-teilige Serie)
- 1997: Leinen los für MS Königstein
- 1997: Tatort – Eiskalt
- 1997: Alarm für Cobra 11 – Generalprobe
- 1998: Nicht von schlechten Eltern, 3. Staffel
- 1998: Ein Mann stürzt ab
- 1999: Der letzte Zeuge – Unter die Haut
- 1998–2001: Der Clown (Fernsehserie)
- 2000: Deutschlandspiel
- 2000: Vergiss Amerika
- 2000: Verbotenes Verlangen – Ich liebe meinen Schüler
- 2001: Die Affäre Semmeling
- 2001: Ein starkes Team – Lug und Trug
- 2001: Polizeiruf 110: Kurschatten
- Seit 2001: SOKO Leipzig (Fernsehserie)
- 2002: Mathilda
- 2002: Polizeiruf 110: Memory
- 2003: Tatort – Atlantis
- 2004: Polizeiruf 110: Ein Bild von einem Mörder
- 2005: Der Clown – Payday (Spielfilm)
- 2006: Alarm für Cobra 11 – Der letzte Coup
- 2007: Ein starkes Team – Blutige Ernte
- 2007: Sieben Tage Sonntag
- 2007: Balkan Traffic – Übermorgen Nirgendwo
- 2008: The Bill (Fernsehserie)
- 2009: Küstenwache – Verhängnis
- 2010: Ihr Auftrag, Pater Castell – Das Geheimnis der letzten Tage
- 2010: Nach den Jahren (Kurzfilm)
- 2012: Der letzte Bulle – Die, die vergeben können
- 2015: Kommissar Marthaler – Ein allzu schönes Mädchen (TV-Reihe)
- 2017: Katie Fforde – Meine verrückte Familie
- 2018: In aller Freundschaft – Verpasste Gelegenheiten
- seit 2019: Erzgebirgskrimi (Fernsehreihe)
  - 2019: Der Tote im Stollen
  - 2020: Tödlicher Akkord
  - 2021: Der Tote im Burggraben
  - 2021: Der letzte Bissen
  - 2022: Verhängnisvolle Recherche
  - 2022: Tödliche Abrechnung
  - 2022: Ein Mord zu Weihnachten
  - 2023: Familienband
  - 2024: Die Tränen der Mütter
  - 2024: Mord auf dem Jakobsweg
- 2019: Bettys Diagnose – Verlust
- 2021: Polizeiruf 110: An der Saale hellem Strande
- 2023: Bettys Diagnose – Feurig
- 2024: Das Traumschiff – Phuket
- 2024: Polizeiruf 110: Der Dicke liebt

## Hörbücher und Hörspiele
- Frank Fröhlich (Herausgeber und Gitarre): Das alte Weimar: Ein literarisch-musikalischer Streifzug durch Weimar von Goethe bis Herder. Andreas Schmidt-Schaller und Petra Schmidt-Schaller (Sprecher), Fröhlich Verlag / Goldmund Hörbücher, Dresden 2007. ISBN 3939669105
- Die drei ??? – Folge 150 A Geisterbucht als Mr. Sapchevsky. Europa, 2011.[24]
- Fünf Freunde – Folge 94 und die Sturmflut als Constable Brix. Europa, 2011.[25]